# AGIL Volley 2024-2025
Questa voce raccoglie le informazioni riguardanti l'AGIL Volley nelle competizioni ufficiali della stagione 2024-2025.

## Stagione
Nella stagione 2024-25 l'AGIL Volley assume la denominazione sponsorizzata di Igor Gorgonzola Novara.
Partecipa per la quattordicesima volta alla Serie A1; chiude la regular season di campionato al quarto posto in classifica, qualificandosi per i play-off scudetto: dopo aver superato nella serie dei quarti di finale il Chieri '76, viene eliminata nelle semifinali dall'Imoco.
Grazie al quarto posto al termine del girone di andata di campionato, l'AGIL si qualifica per la Coppa Italia: è estromessa dalla competizione a seguito della sconfitta in semifinale contro l'Imoco.
I risultati ottenuti nella stagione precedente, consentono al club di Novara di partecipare alla Coppa CEV: dopo aver passato gli ottavi di finale, nei play-off perde la gara di andata contro il Kuzeyboru, ma poi passa il turno vincendo la gara di ritorno e il golden set; supera quindi quarti di finale e semifinali e vince il torno per la prima volta battendo in finale le rumene dell'Alba-Blaj.

## Organigramma societario
Area direttiva
- Presidente: Giovanna Saporiti
- Vicepresidente: Monica Loro
- Comitato tecnico: Giovanna Saporiti, Fabio Leonardi, Eraldo Peccetti, Enrico Marchioni
- Dirigente: Barbara Bertoni
- Direttore generale: Enrico Marchioni
- Direttore sportivo: Enrico Marchioni
- Team manager: Elena Colombo
- Responsabile arbitri: Paola Gatti
- Area amministrativa: Fabrizio Zucconi, Giulia Zucconi, Enzo Lassandro
- Dirigente palasport: Giorgio Miglio, Enzo Lassandro

Area tecnica
- Allenatore: Lorenzo Bernardi
- Allenatore in seconda: Davide Baraldi
- Assistente allenatore: Juan Manuel Cichello, Gabriele Antola
- Scout man: Mattia Gadda
- Responsabile settore giovanile: Barbara Bertoni

Area comunicazione
- Addetto stampa: Giuseppe Maddaluno, Elena Mittino
- Area web: Enzo Lassandro
- Area grafica: Miriana Chiese
- Fotografo: Luca Pietro Santi

Area marketing
- Responsabile marketing: Vittorio Avondo
- Responsabile commerciale sponsor: Silvia Russo
- Responsabile merchandising: Valeria Alberti

Area sanitaria
- Medico: Anna Pizzorni, Alberto Ravera
- Fisioterapista: Alessio Botteghi
- Preparatore atletico: Matteo Rossetti, Stefano Cinelli
- Nutrizionista: Maurizio Fasano

## Rosa
| N° | Nome                 | Ruolo | Data di nascita   | Nazionalità sportiva |
| -- | -------------------- | ----- | ----------------- | -------------------- |
| 3  | Francesca Villani    | S     | 30 maggio 1995    | Italia               |
| 4  | Francesca Bosio      | P     | 7 agosto 1997     | Italia               |
| 5  | Valentina Bartolucci | P     | 20 maggio 2003    | Italia               |
| 6  | Giulia De Nardi      | L     | 23 aprile 1994    | Italia               |
| 8  | Eleonora Fersino     | L     | 24 gennaio 2000   | Italia               |
| 9  | Lina Alsmeier        | S     | 29 giugno 2000    | Germania             |
| 10 | Mayu Ishikawa        | S     | 14 maggio 2000    | Giappone             |
| 11 | Taylor Mims          | O     | 8 agosto 1997     | Stati Uniti          |
| 12 | Hanna Orthmann       | S     | 3 ottobre 1998    | Germania             |
| 13 | Sara Bonifacio       | C     | 3 luglio 1996     | Italia               |
| 14 | Maja Aleksić         | C     | 6 giugno 1997     | Serbia               |
| 15 | Anja Mazej           | L     | 4 gennaio 2000    | Slovenia             |
| 16 | Alessia Mazzaro      | C     | 19 settembre 1998 | Italia               |
| 17 | Tat'jana Kadočkina   | S     | 21 marzo 2003     | Russia               |
| 19 | Vita Akimova         | O     | 16 luglio 2002    | Russia               |
| 24 | Federica Squarcini   | C     | 24 settembre 2000 | Italia               |

## Mercato
| Acquisti                               | Acquisti           | Acquisti              | Acquisti   |
| R.                                     | Nome               | da                    | Modalità   |
| -------------------------------------- | ------------------ | --------------------- | ---------- |
| C                                      | Maja Aleksić       | Megavolley            | definitivo |
| S                                      | Lina Alsmeier      | Firenze               | definitivo |
| S                                      | Mayu Ishikawa      | Firenze               | definitivo |
| S                                      | Tat'jana Kadočkina | Lokomotiv Kaliningrad | definitivo |
| C                                      | Alessia Mazzaro    | Firenze               | definitivo |
| O                                      | Taylor Mims        | Neptunes de Nantes    | definitivo |
| C                                      | Federica Squarcini | Imoco                 | definitivo |
| S                                      | Francesca Villani  | Savino Del Bene       | definitivo |
| Trasferimenti nel corso della stagione |                    |                       |            |
| L                                      | Anja Mazej         | Gorica                | definitivo |

| Cessioni                               | Cessioni             | Cessioni          | Cessioni   |
| R.                                     | Nome                 | a                 | Modalità   |
| -------------------------------------- | -------------------- | ----------------- | ---------- |
| S                                      | Caterina Bosetti     | VakıfBank         | definitivo |
| S                                      | Anne Buijs           | Chieri '76        | definitivo |
| C                                      | Ludovica Guidi       | Pro Victoria      | definitivo |
| C                                      | Cristina Chirichella | Imoco             | definitivo |
| C                                      | Anna Danesi          | Pro Victoria      | definitivo |
| S                                      | Anastasija Kapralova | Cuneo Granda      | definitivo |
| S                                      | Gréta Szakmáry       | SAGA Springs      | definitivo |
| Trasferimenti nel corso della stagione |                      |                   |            |
| L                                      | Anja Mazej           | Voluntari         | definitivo |
| S                                      | Hanna Orthmann       | Türk Hava Yolları | definitivo |

## Risultati

### Serie A1

#### Girone di andata
| 1ª giornata - 6 ottobre 2024 PalaMaddalene, Chieri           | Chieri '76   | 3 - 2 | AGIL                 | 25-22, 16-25, 25-22, 15-25, 15-11 |
| 2ª giornata - 13 ottobre 2024 PalaTerdoppio, Novara          | AGIL         | 3 - 0 | Pinerolo             | 25-23, 25-22, 25-21               |
| 3ª giornata - 20 ottobre 2024 Palalido, Milano               | Pro Victoria | 2 - 3 | AGIL                 | 21-25, 32-30, 22-25, 31-29, 12-15 |
| 4ª giornata - 26 ottobre 2024 PalaTerdoppio, Novara          | AGIL         | 3 - 0 | Roma Club            | 25-21, 25-18, 25-17               |
| 5ª giornata - 30 ottobre 2024 PalaTerdoppio, Novara          | AGIL         | 3 - 1 | Cuneo Granda         | 25-22, 25-12, 19-25, 25-11        |
| 6ª giornata - 3 novembre 2024 PalaWanny, Firenze             | Firenze      | 1 - 3 | AGIL                 | 21-25, 25-21, 21-25, 18-25        |
| 7ª giornata - 9 novembre 2024 PalaTerdoppio, Novara          | AGIL         | 3 - 1 | Black Angels Perugia | 22-25, 25-22, 25-17, 25-22        |
| 8ª giornata - 17 novembre 2024 PalaPiantanida, Busto Arsizio | UYBA         | 3 - 0 | AGIL                 | 25-17, 25-21, 25-14               |
| 9ª giornata - 23 novembre 2024 PalaTerdoppio, Novara         | AGIL         | 3 - 2 | Talmassons           | 23-25, 25-12, 25-21, 15-25, 18-16 |
| 10ª giornata - 1º dicembre 2024 PalaVerde, Villorba          | Imoco        | 3 - 0 | AGIL                 | 25-21, 25-16, 25-23               |
| 11ª giornata - 4 dicembre 2024 PalaTerdoppio, Novara         | AGIL         | 3 - 0 | Bergamo 1991         | 25-22, 25-22, 25-19               |
| 12ª giornata - 7 dicembre 2024 PalaCampanara, Pesaro         | Megavolley   | 2 - 3 | AGIL                 | 29-27, 16-25, 17-25, 25-23, 17-19 |
| 13ª giornata - 15 dicembre 2024 PalaTerdoppio, Novara        | AGIL         | 3 - 2 | Savino Del Bene      | 24-26, 25-13, 25-19, 22-25, 15-10 |

#### Girone di ritorno
| 14ª giornata - 22 dicembre 2024 PalaTerdoppio, Novara                        | AGIL                 | 3 - 0 | Chieri '76   | 25-18, 28-26, 25-20               |
| 15ª giornata - 26 dicembre 2024 Palazzetto dello Sport, Villafranca Piemonte | Pinerolo             | 1 - 3 | AGIL         | 29-27, 19-25, 18-25, 23-25        |
| 16ª giornata - 5 gennaio 2025 PalaTerdoppio, Novara                          | AGIL                 | 3 - 2 | Pro Victoria | 19-25, 25-14, 25-23, 23-25, 15-12 |
| 17ª giornata - 12 gennaio 2025 Palazzetto dello Sport, Roma                  | Roma Club            | 0 - 3 | AGIL         | 14-25, 27-29, 17-25               |
| 18ª giornata - 15 gennaio 2025 PalaCastagnaretta, Cuneo                      | Cuneo Granda         | 3 - 1 | AGIL         | 24-26, 25-22, 26-24, 25-21        |
| 19ª giornata - 19 gennaio 2025 PalaTerdoppio, Novara                         | AGIL                 | 3 - 1 | Firenze      | 23-25, 25-22, 25-18, 27-25        |
| 20ª giornata - 26 gennaio 2025 PalaEvangelisti, Perugia                      | Black Angels Perugia | 3 - 2 | AGIL         | 25-18, 25-22, 19-25, 20-25, 16-14 |
| 21ª giornata - 1º febbraio 2025 PalaTerdoppio, Novara                        | AGIL                 | 3 - 0 | UYBA         | 25-11, 25-15, 25-18               |
| 22ª giornata - 12 febbraio 2025 Palazzetto dello Sport, Latisana             | Talmassons           | 0 - 3 | AGIL         | 15-25, 13-25, 20-25               |
| 23ª giornata - 16 febbraio 2025 PalaTerdoppio, Novara                        | AGIL                 | 2 - 3 | Imoco        | 19-25, 25-19, 23-25, 25-19, 10-15 |
| 24ª giornata - 23 febbraio 2025 PalaFacchetti, Treviglio                     | Bergamo 1991         | 2 - 3 | AGIL         | 28-26, 10-25, 21-25, 25-22, 15-17 |
| 25ª giornata - 26 febbraio 2025 PalaTerdoppio, Novara                        | AGIL                 | 3 - 2 | Megavolley   | 25-23, 20-25, 16-25, 25-17, 15-13 |
| 26ª giornata - 1º marzo 2025 PalaWanny, Firenze                              | Savino Del Bene      | 1 - 3 | AGIL         | 20-25, 25-16, 22-25, 15-25        |

#### Play-off scudetto
| Quarti di finale (gara 1) - 8 marzo 2025 PalaTerdoppio, Novara  | AGIL       | 3 - 0 | Chieri '76 | 25-15, 25-20, 25-18              |
| Quarti di finale (gara 2) - 16 marzo 2025 PalaMaddalene, Chieri | Chieri '76 | 3 - 0 | AGIL       | 28-26, 25-20, 25-23              |
| Quarti di finale (gara 3) - 19 marzo 2025 PalaTerdoppio, Novara | AGIL       | 3 - 2 | Chieri '76 | 20-25, 25-12, 20-25, 25-17, 15-6 |
| Semifinali (gara 1) - 22 marzo 2025 PalaVerde, Villorba         | Imoco      | 3 - 0 | AGIL       | 25-17, 25-16, 25-13              |
| Semifinali (gara 2) - 29 marzo 2025 PalaTerdoppio, Novara       | AGIL       | 3 - 0 | Imoco      | 25-19, 25-20, 25-23              |
| Semifinali (gara 3) - 6 aprile 2025 PalaVerde, Villorba         | Imoco      | 3 - 1 | AGIL       | 16-25, 25-18, 25-11, 25-15       |
| Semifinali (gara 4) - 9 aprile 2025 PalaTerdoppio, Novara       | AGIL       | 1 - 3 | Imoco      | 26-28, 25-23, 20-25, 16-25       |

### Coppa Italia
| Quarti di finale - 29 dicembre 2024 PalaTerdoppio, Novara      | AGIL  | 3 - 0 | UYBA | 28-26, 25-18, 25-19 |
| Semifinali - 8 febbraio 2025 Unipol Arena, Casalecchio di Reno | Imoco | 3 - 0 | AGIL | 25-21, 25-21, 25-23 |

### Coppa CEV
| Ottavi di finale (andata) - 26 novembre 2024 Łódź Sport Arena, Łódź     | ŁKS               | 0 - 3 | AGIL              | 17-25, 15-25, 21-25                  |
| Ottavi di finale (ritorno) - 11 dicembre 2024 PalaTerdoppio, Novara     | AGIL              | 3 - 0 | ŁKS               | 25-21, 25-19, 28-26                  |
| Play-off (andata) - 9 gennaio 2025 Aksaray Spor Salonu, Aksaray         | Kuzeyboru         | 3 - 1 | AGIL              | 25-23, 15-25, 25-13, 25-23           |
| Play-off (ritorno) - 22 gennaio 2025 PalaTerdoppio, Novara              | AGIL              | 3 - 0 | Kuzeyboru         | 25-21, 25-20, 25-21 Golden set: 15-5 |
| Quarti di finale (andata) - 18 febbraio 2025 Kolodruma, Plovdiv         | Marica            | 0 - 3 | AGIL              | 21-25, 19-25, 14-25                  |
| Quarti di finale (ritorno) - 4 febbraio 2025 PalaTerdoppio, Novara      | AGIL              | 3 - 0 | Marica            | 25-20, 25-13, 25-19                  |
| Semifinali (andata) - 5 marzo 2025 PalaTerdoppio, Novara                | AGIL              | 3 - 0 | Türk Hava Yolları | 25-23, 25-18, 26-24                  |
| Semifinali (ritorno) - 13 marzo 2025 Burhan Felek Spor Salonu, Istanbul | Türk Hava Yolları | 0 - 3 | AGIL              | 25-27, 24-26, 18-25                  |
| Finale (andata) - 25 marzo 2025 PalaTerdoppio, Novara                   | AGIL              | 3 - 1 | Alba-Blaj         | 25-12, 25-20, 20-25, 25-17           |
| Finale (ritorno) - 1º aprile 2025 Sala polivalentă Alba Blaj, Blaj      | Alba-Blaj         | 0 - 3 | AGIL              | 28-30, 17-25, 26-28                  |

## Statistiche

### Statistiche di squadra
| Competizione | Punti | In casa | In casa | In casa | In trasferta | In trasferta | In trasferta | Totale | Totale | Totale |
| Competizione | Punti | G       | V       | P       | G            | V            | P            | G      | V      | P      |
| ------------ | ----- | ------- | ------- | ------- | ------------ | ------------ | ------------ | ------ | ------ | ------ |
| Serie A1     | 56    | 17      | 15      | 2       | 16           | 8            | 8            | 33     | 23     | 10     |
| Coppa Italia | -     | 1       | 1       | 0       | 0            | 0            | 0            | 2      | 1      | 1      |
| Coppa CEV    | -     | 5       | 5       | 0       | 5            | 4            | 1            | 10     | 9      | 1      |
| Totale       | -     | 23      | 21      | 2       | 21           | 12           | 1            | 45     | 33     | 12     |

G = partite giocate; V = partite vinte; P = partite perse

### Statistiche dei giocatori
| Giocatore     | Serie A1 | Serie A1 | Serie A1 | Serie A1 | Serie A1 | Coppa Italia | Coppa Italia | Coppa Italia | Coppa Italia | Coppa Italia | Coppa CEV | Coppa CEV | Coppa CEV | Coppa CEV | Coppa CEV | Totale | Totale | Totale | Totale | Totale |
| Giocatore     | P        | PT       | AV       | MV       | BV       | P            | PT           | AV           | MV           | BV           | P         | PT        | AV        | MV        | BV        | P      | PT     | AV     | MV     | BV     |
| ------------- | -------- | -------- | -------- | -------- | -------- | ------------ | ------------ | ------------ | ------------ | ------------ | --------- | --------- | --------- | --------- | --------- | ------ | ------ | ------ | ------ | ------ |
| V. Akimova    | 0        | 0        | 0        | 0        | 0        | 0            | 0            | 0            | 0            | 0            | 3         | 0         | 0         | 0         | 0         | 3      | 0      | 0      | 0      | 0      |
| M. Aleksić    | 30       | 281      | 183      | 76       | 22       | 2            | 12           | 9            | 3            | 0            | 9         | 45        | 32        | 10        | 3         | 41     | 338    | 224    | 89     | 25     |
| L. Alsmeier   | 32       | 426      | 361      | 27       | 38       | 2            | 16           | 13           | 2            | 1            | 10        | 89        | 78        | 3         | 8         | 44     | 531    | 452    | 32     | 47     |
| V. Bartolucci | 15       | 2        | 2        | 0        | 0        | 1            | 0            | 0            | 0            | 0            | 6         | 6         | 5         | 0         | 1         | 22     | 8      | 7      | 0      | 1      |
| S. Bonifacio  | 24       | 183      | 132      | 37       | 14       | 2            | 8            | 7            | 1            | 0            | 8         | 71        | 50        | 16        | 5         | 34     | 262    | 189    | 54     | 19     |
| F. Bosio      | 33       | 102      | 39       | 39       | 24       | 2            | 5            | 2            | 1            | 2            | 10        | 29        | 11        | 9         | 9         | 45     | 136    | 52     | 49     | 35     |
| G. De Nardi   | 30       | 0        | 0        | 0        | 0        | 2            | 0            | 0            | 0            | 0            | 8         | 0         | 0         | 0         | 0         | 40     | 0      | 0      | 0      | 0      |
| E. Fersino    | 26       | 0        | 0        | 0        | 0        | 2            | 0            | 0            | 0            | 0            | 9         | 0         | 0         | 0         | 0         | 37     | 0      | 0      | 0      | 0      |
| M. Ishikawa   | 33       | 418      | 377      | 12       | 29       | 2            | 14           | 13           | 1            | 0            | 10        | 95        | 84        | 3         | 8         | 45     | 527    | 474    | 16     | 37     |
| T. Kadočkina  | 27       | 438      | 381      | 28       | 29       | 2            | 38           | 36           | 1            | 1            | 10        | 179       | 152       | 13        | 14        | 39     | 655    | 569    | 42     | 44     |
| A. Mazej      | 2        | 0        | 0        | 0        | 0        | -            | -            | -            | -            | -            | -         | -         | -         | -         | -         | 2      | 0      | 0      | 0      | 0      |
| A. Mazzaro    | 12       | 22       | 10       | 9        | 3        | 1            | 1            | 1            | 0            | 0            | 5         | 8         | 5         | 2         | 1         | 18     | 31     | 16     | 11     | 4      |
| T. Mims       | 32       | 192      | 150      | 22       | 20       | 2            | 11           | 9            | 2            | 0            | 10        | 56        | 43        | 6         | 7         | 44     | 259    | 202    | 30     | 27     |
| H. Orthmann   | 1        | 0        | 0        | 0        | 0        | -            | -            | -            | -            | -            | 1         | 4         | 3         | 1         | 0         | 2      | 4      | 3      | 1      | 0      |
| F. Squarcini  | 18       | 130      | 91       | 31       | 8        | 0            | 0            | 0            | 0            | 0            | 6         | 23        | 12        | 7         | 4         | 24     | 153    | 103    | 38     | 12     |
| F. Villani    | 17       | 38       | 33       | 4        | 1        | 0            | 0            | 0            | 0            | 0            | 6         | 20        | 17        | 2         | 1         | 23     | 58     | 50     | 6      | 2      |

P = presenze; PT = punti totali; AV = attacchi vincenti; MV = muri vincenti; BV = battute vincenti